# A Pair of Silk Stockings

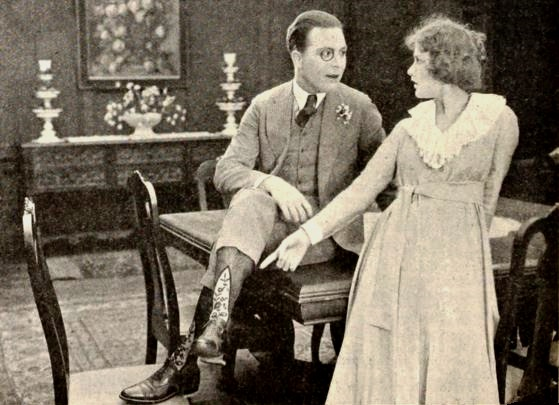
Cena do filme

A Pair of Silk Stockings é uma comédia do cinema mudo britânico de 1918, estrelado por Constance Talmadge e Harrison Ford. Foi dirigido por Walter Edwards, produzido e distribuído pelo Lewis Selznick. O filme foi baseado na peça homônima, que foi encenada na Broadway em 1914.